# Малійки (зупинний пункт)
Малі́йки — пасажирський залізничний зупинний пункт Київської дирекції Південно-Західної залізниці на електрифікованій змінним струмом лінії Чернігів — Семиходи.
Розташований неподалік від села Скугарі Чернігівського району Чернігівської області між станціями Жукотки (7 км) та Славутич (9,5 км).